# Karin Well
Karin Well es una actriz y modelo italiana (1954, Roma) conocida por su interpretación a Janet en la película Le notti del terrore, dirigida por Andrea Bianchi, donde actúa como protagonista junto a Gianluigi Chirizzi.

## Biografía
Nacida en Roma, Italia, en 1954, empezó a trabajar como actriz en 1959 debutando en la película I ragazzi del juke box dirigida por Lucio Fulci. Más tarde comienza a aparecer en más películas del Cine Italiano, como La cognatina y Taxi Love, servizio per signora entre otras. Se destacó en la película de terror Le notti del terrore, donde es la protagonista, Janet, que muere al final actuando junto a Gianluigi Chirizzi. En 1977 apareció en la revista Playmen, en fotografías de softcore. Además la nombraron como la doble de Raffaella Carrà, por el parecido entre estas.

## Filmografía
- (1959) I ragazzi del juke box
- (1972) L'Aretino nei suoi ragionamenti sulle cortigiane, le maritate e... i cornuti contenti
- (1972) Mi chiamavano 'Requiescat'... ma avevano sbagliato
- (1975) La cognatina
- (1975) Taxi Love, servizio per signora
- (1977) Polizia selvaggia
- (1977) Delirio d'amore
- (1977) Pasión
- (1977) Quel pomeriggio maledetto
- (1978) Porco mondo
- (1978) Proibito erotico
- (1978) Scorticateli vivi
- (1979) La trombata
- (1979) Porno erótico western
- (1980) La mondana nuda
- (1980) Erotic Family
- (1980) La zia di Monica
- (1981) Le notti del terrore
- (1981) Porno lui erotica lei
- (1983) I briganti
- (1986) La monaca del peccato
- (1988) Faida
- (1989) La bahía esmeralda